# Avignon—La Mitis—Matane—Matapédia
Circonscription électorale fédérale du Canada
Avignon—La Mitis—Matane—Matapédia (précédemment connue sous le nom de Haute-Gaspésie—La Mitis—Matane—Matapédia et de Matapédia—Matane) est une ancienne circonscription électorale fédérale au Québec (Canada).  Elle était située dans l'Est de la province et comprenait les MRC de Avignon, de La Matapédia, de La Matanie et de La Mitis. Son territoire s'étendait sur deux régions administratives québécoises : le Bas-Saint-Laurent et la Gaspésie–Îles-de-la-Madeleine. 

## Historique
Née lors du redécoupage électoral de 2013, Avignon—La Mitis—Matane—Matapédia a repris une grande partie du territoire de l'ancienne circonscription de Haute-Gaspésie—La Mitis—Matane—Matapédia. Elle a perdu la MRC de La Haute-Gaspésie au profit de Gaspésie–Les Îles-de-la-Madeleine et récupéré la MRC d'Avignon de la même circonscription. Elle est dissoute lors du redécoupage de 2023 dans les circonscriptions de Rimouski—La Matapédia et de Gaspésie—Les Îles-de-la-Madeleine—Listuguj.

## Députés
| Législature | Années      | Député           | Parti | Parti          |
| --- | ----------- | ---------------- | ----- | -------------- |
| Avignon—La Mitis—Matane—Matapédia issue de Gaspésie–Les Îles-de-la-Madeleine et Haute-Gaspésie—La Mitis—Matane—Matapédia |             |                  |       |                |
| 42e | 2015 – 2019 | Rémi Massé       |       | Libéral        |
| 43e | 2019 – 2021 | Kristina Michaud |       | Bloc québécois |
| 44e | 2021 – 2025 | Kristina Michaud |       | Bloc québécois |
| Dissoute parmi Rimouski—La Matapédia et Gaspésie—Les Îles-de-la-Madeleine—Listuguj                                       |             |                  |       |                |